# Josh Saviano
Joshua David «Josh» Saviano (White Plains, Nueva York, 31 de marzo de 1976) es un actor y abogado estadounidense, recordado por su papel de Paul Pfeiffer, el mejor amigo de Kevin Arnold en la serie de televisión The Wonder Years (1988-93).

## Inicios
Saviano nació en White Plains, Nueva York, y se crio en el norte de Nueva Jersey, es el hijo de Jane y Ralph Saviano, un consultor financiero.

## Carrera
Su papel en The Wonder Years fue uno de sus pocos papeles en la televisión o en una película. Su primera aparición en televisión fue en un comercial televisivo de pasta para dientes Aim. Otros de sus papeles fueron en la película The Wrong Guys en 1988 y Max Plotkin en la película hecha para la TV Camp Cucamonga en 1990. Esta última fue su última película o papel en televisión que no sea su papel en The Wonder Years, que siguió hasta el final de la serie en 1993. Él fue estrella invitada en la serie The Ray Bradbury Theater en 1989 como Willie y en Reading Rainbow y Fun House como él mismo.

## Carrera profesional
Saviano estudió ciencia política en la Universidad de Yale donde fue presidente de la fraternidad Sigma Nu. Se graduó en 1998 y trabajó para una firma de abogados en la ciudad de Nueva York. En 2000 trabajó en una firma por internet antes de entrar a la escuela Benjamin N. Cardozo School of Law en agosto del mismo año. Se encuentra admitido en la barra de abogados de New York.
Actualmente está asociado con Morrison Cohen LLP.

## Leyenda urbana
Una leyenda urbana surgida varios años tras la terminación de The Wonder Years decía que Saviano era en realidad el cantante de rock Marilyn Manson. Saviano mismo ha negado tal rumor, expresando que cuando estudiaba para abogado recibió hasta veinte correos electrónicos diarios preguntándole acerca de si él era o no Marilyn Manson. Afirmó también sentirse muy honrado en que lo hayan comparado con una estrella de rock en vez de un geek. Dicha leyenda urbana también fue completamente rechazada en un programa hecho por A&E Network, en donde se le preguntaba sobre ello al mismo Brian Warner (nombre real de Manson), el cantante negó el rumor alegando los varios años de edad de diferencia entre él y Saviano, además que mientras Saviano filmaba Camp Cucamonga, el propio Warner debutaba en el rock con su banda Spooky Kids.

## Créditos actorales
- The Wonder Years (1988-1993)
- The Wrong Guys (1988)
- Camp Cucamonga (1990), junto con Danica McKellar, su compañera en The Wonder Years. La trama se centraba en las travesuras que llevaba a cabo una pandilla de niños en un particular campamento de verano. El reparto se completaba con John Ratzenberger (Cliff Travis en Cheers), Jaleel «Steve Urkel» White y una muy joven y por entonces desconocida Jennifer Aniston.
- También participó como actor invitado en la serie The Ray Bradbury Theater en el episodio Hail and Farewell (1989).